# Mudrakovac
Mudrakovac (em cirílico: Мудраковац) é uma vila da Sérvia localizada na cidade de Kruševac, pertencente ao distrito de Rasina, na região de Rasina. A sua população era de 3995 habitantes segundo o censo de 2011.

## Demografia
| 1948 | 1953 | 1961 | 1971 | 1981 | 1991 | 2002 | 2011 |
| ---- | ---- | ---- | ---- | ---- | ---- | ---- | ---- |
| 431  | 476  | 605  | 1033 | 1688 | 2808 | 3366 | 3995 |